# Bob Gaiters
Bob Gaiters (Zanesville, Ohio; 26 de febrero de 1938 – 5 de enero de 2024) fue un jugador estadounidense de fútbol americano que jugó siete temporadas en la NFL y la Continental Football League en la posición de running back.

## Carrera

### Universitario
Sería cambiado de Santa Ana Junior College para formar parte de los New Mexico State Aggies en 1959, Era conocido como un rápido running back de más de 90 kilos, Gaiters ayudó a los Aggies en su temporada invicta de 1960, y en esa temporada fie el líder de la nación en acarreos y puntos.

### Profesional
Fue seleccionado por los Denver Broncos en el draft de la American Football League de 1961 y por los New York Giants en la NFL. Estuvo dos temporadas en la NFL, con los Giants y los San Francisco 49ers. Gaiters firmaría con los Broncos en la AFL de 1963. También jugaría con los Hamilton Tiger-Cats de la Canadian Football League en 1964.
Gaiters terminaría su carrera profesional en la Continental Football League, donde jugó para los Newark Bears en 1965, los Hartford Charter Oaks en 1966 y los Orange County Ramblers en 1967.